# 斯塔德尼亞 (佐洛喬夫區)
49°50′54″N 24°41′51″E / 49.84833°N 24.69750°E
斯塔德尼亞（烏克蘭語：Стадня），是烏克蘭西部的村莊，隸屬利維夫州的佐洛奇夫區。該村始建於1441年，面積0.56平方公里，海拔高度231米，2001年人口159，人口密度每平方公里281.91人。